# Devagondanahalli, Hassan
Devagondanahalli là một làng thuộc tehsil Hassan, huyện Hassan, bang Karnataka, Ấn Độ.